# Горни-Вишник
Горни-Вишник (серб. Горњи Вишњик, хорв. Gornji Višnjik) — населенный пункт (деревня) в общине Дервента, который принадлежит энтитету Республике Сербской, Босния и Герцеговина. По результатам югославской переписи населения 1991 года в Горни-Вишнике проживало 318 человек.

## Население
В населении деревни преобладают сербы, также значительна доля хорватов.
| 1961                           | 1971 | 1981 | 1991 | - | - | - |
| ------------------------------ | ---- | ---- | ---- | - | - | - |
| 276                            | 272  | 384  | 318  | - | - | - |
| Гистограмма динамики населения |      |      |      |   |   |   |

### Национальный состав
1991 год:
- Сербы — 238 человек (74,84 %)
- Хорваты — 80 человек (25,16 %)
- Югославы — 0 человек (0,00 %)
- Мусульмане — 0 человек (0,00 %)
- Другие — 0 человек (0,00 %)